# Herb Karwiny

Herb Karwiny

Herb Karwiny - znak heraldyczny, reprezentujący miasto Karwina w Czechach. Jest to prosta tarcza, podzielona na pół wzdłuż. W polu prawym -  błękitnym znajduje się pół złotego orła górnośląskiego z czerwonym dziobem, językiem i łapami. W polu lewym - srebrnym umieszczono zieloną gałąź lipy z dwoma liśćmi i jednym kwiatostanem.
Obecny herb (dawny herb miasta Frysztatu) przyjęty został w 1993 roku. Jest to zmodyfikowana wersja herbu z 1968 roku (w wersji tej pole lewe było czerwone).